# Тациан Сирийски
Тациан или Татиан е раннохристиянски писател – апологет от II век.
Той обединява четирите евангелия в един „Диатесерион“, който е стандартният текст на евангелията в сирийските църкви до към V век.

## Биография
Роден е около 125 – 130 г. в Асирия. Още в младини, под ръководството на гръцки учители, изучавал риторика, философия и история. По примера на своите учители предприема дълги пътешествия в обширната Римска империя, като посещава най-известните школи и на Изток, и на Запад и изучавал нравите, обичаите, религиозните вярвания и култа на народите в Азия и Европа. Пристига в Рим, където се запознава с християнското учение и се покръства. В Рим се среща със св. Юстин и според свидетелствата на св. Ириней Лионски и Евсевий Кесарийски става негов ученик или слушател. След смъртта на св. Юстин той напуска Рим и се отправя на Изток – в Сирия. Поради своята склонност към крайности и строг аскетизъм, изпада под влияние на гностицизма. На Изток той умира, неизвестно кога и къде.

## Съчинения
- „Реч против елините“ (Oratio Graecos, РG, t. 6, col. 804 – 888). Апологията се отнаса към времето на царуването на Антонин Пий, умрял в 161 г. Основната идея на апологията е превъзходството на християнството над езичеството.
- „Диатесерон“. Представлява първият евангелски синопсис (съвместно предаване на съдържанието), в който сведенията на четирите Евангелия са обединени в единен текст и подредени хронологически. В този вид Сирийската църква получила Евангелието на своя роден език и го въвела в богослужебна употреба. По-късно преводът на четирите отделни Евангелия изместил Диатесарона.